# دانیل رایشل
دانیل رایشل (انگلیسی: Daniel Raischl؛ زادهٔ ۱۹ مارس ۱۹۹۷) بازیکن فوتبال اهل اتریش است.
از باشگاه‌هایی که در آن بازی کرده‌است می‌توان به باشگاه فوتبال لیفرینگ اشاره کرد.